# Sabadilla
Sabadilla (Schoenocaulon officinale) er en plante, hvor et udtræk fra frøene har været brugt mod lus og andet utøj. Planten vokser vildt i bjergegne i Mexico og Venezuela. Frugten er ca. 15 cm lang og indeholder omkring 20 frø, der er 5-9 mm lange og 1-2 mm tykke. Frøene, lusefrø, indeholder flere giftstoffer: veratrin, sabadillin, sabadin og sabadinin. Et udtræk i alkohol eller eddike, sabadilleeddike eller luseeddike, har været benyttet som middel mod lus. Giftstofferne er også farlige for mennesker. Luseeddike har været brugt siden 1700-tallet, og benyttes i nogle lande stadig mod utøj hos husdyr.